# Луци
Луци (итал. Luzzi) је насеље у Италији у округу Козенца, региону Калабрија.
Према процени из 2011. у насељу је живело 2418 становника. Насеље се налази на надморској висини од 339 м.

## Становништво
Према резултатима пописа становништва 2011. у општини је живело 9.568 становника.
| 1951. | 1961. | 1971.  | 1981.  | 1991.  | 2001.  | 2011. |
| ----- | ----- | ------ | ------ | ------ | ------ | ----- |
| 9.175 | 9.514 | 10.094 | 10.564 | 11.024 | 10.455 | 9.568 |

## Партнерски градови
- Лонгобуко